# Englische Badmintonmeisterschaft 1994
Die Englische Badmintonmeisterschaft 1994  fand vom 11. bis zum 13. Februar 1994 im Norwich Sports Village in Norwich statt.

## Medaillengewinner
| Disziplin    | Gold                         | Silber                        | Bronze                          |
| ------------ | ---------------------------- | ----------------------------- | ------------------------------- |
| Herreneinzel | Darren Hall                  | Peter Knowles                 | Peter Bush                      |
| Herreneinzel | Darren Hall                  | Peter Knowles                 | Anders Nielsen                  |
| Dameneinzel  | Suzanne Louis-Lane           | Fiona Smith                   | Alison Humby                    |
| Dameneinzel  | Suzanne Louis-Lane           | Fiona Smith                   | Sarah Hore                      |
| Herrendoppel | Chris Hunt Simon Archer      | Nick Ponting Julian Robertson | Neil Cottrill John Quinn        |
| Herrendoppel | Chris Hunt Simon Archer      | Nick Ponting Julian Robertson | Dave Wright Mike Adams          |
| Damendoppel  | Joanne Wright Gillian Gowers | Gillian Clark Julie Bradbury  | Alison Humby Tracy Dineen       |
| Damendoppel  | Joanne Wright Gillian Gowers | Gillian Clark Julie Bradbury  | Emma Chaffin Nichola Beck       |
| Mixed        | Nick Ponting Joanne Wright   | Chris Hunt Gillian Clark      | Julian Robertson Julie Bradbury |
| Mixed        | Nick Ponting Joanne Wright   | Chris Hunt Gillian Clark      | Dave Wright Gillian Gowers      |

## Finalergebnisse
| Disziplin    | Sieger                       | Finalist                      | Ergebnis    |
| ------------ | ---------------------------- | ----------------------------- | ----------- |
| Herreneinzel | Darren Hall                  | Peter Knowles                 | 15–3, 15–13 |
| Dameneinzel  | Suzanne Louis-Lane           | Fiona Smith                   | 11–4, 11–1  |
| Herrendoppel | Chris Hunt Simon Archer      | Julian Robertson Nick Ponting | 15–8, 18–17 |
| Damendoppel  | Gillian Gowers Joanne Wright | Gillian Clark Julie Bradbury  | 15–7 ret    |
| Mixed        | Nick Ponting Joanne Wright   | Chris Hunt Gillian Clark      | 15–9, 15–9  |